# Борець Юрій
Юрій Борець (до 1947 прізвище Юрій Пашковський, англ. Yuriy Borets, Yurij Borec) псевдо: «Чумак»(26 березня 1922, с. Лубно, Ряшівський повіт — 12 грудня 2006, Сідней, Австралія) — булавний УПА під псевдонімом «Чумак».

## Життєпис
Юрій Борець народився в селянській родині в с. Лубні (біля містечка Динів, Львівське воєводство) в родині Петра та Катрусі Пашковських. Мав три сестри і брата. Дружина Таня, доньки Орися та Оксана, внучки Меланія, Ксеня, Оленка.
Наприкінці 1930-х років займався торгівлею у м. Динів. Під час навчання у школі став членом юнацтва ОУН, а від 1939 р. — членом ОУН. У 1944—1947 рр. він у лавах УПА. На Свят Вечір, у 1944 році, в бою у Бірчі, був поранений в обидві ноги, та мусів лікуватися в криївці повних два місяці. Учасник рейду сотні Громенка на Захід влітку 1947 р.
Борець 26 лютого 1949 року одружився, еміґрував до Австралії та поселився в м. Сіднеї, де заснував фірму будівельних матеріалів (англ. Baro Timber) і став успішним будівельником-підприємцем. Тут завдяки його старанням міська рада м. Пенріт (на околицях Сіднея) надала вулицям назви «Мазепа», «Бандера» і «Лемко». Одну вулицю названо «Борець» на його честь. Він був Головою Станиці Вояків УПА в Австралії (1972—1982 рр.), а також довголітнім членом тернового і обласного проводів ОУН (С. Бандери) в Австралії.
Завдяки його старанням побудовано Дім Української молоді у Лідкомбі.

## Видання, спогади
Юрій Борець автор спогадів:
- «У вирі боротьби» [Архівовано 22 серпня 2018 у Wayback Machine.] (Лондон, 1971, Київ, 1993)
- «Рейд без зброї» [Архівовано 5 грудня 2023 у Wayback Machine.] (Лондон, 1982, Київ 1992)
- «З найкращими» [Архівовано 5 грудня 2023 у Wayback Machine.] (Лондон, 1986, Київ 1992)
- «УПА у вирі боротьби» (1992, Київ 1993, 1995, 2004)
- «ОУН-УПА: Шляхами лицарів ідеї і чину» [Архівовано 2 січня 2022 у Wayback Machine.] (Київ, 2008)

Автор популярних брошур «За Україну, за її волю», «Слово до молоді», «Боротьба з двоголовою гідрою», «Незборимі русичі-українці», «ОУН і УПА в боротьбі за Українську державу», «Ідея сильніша від зброї».
Юрій Борець — активний учасник наукового відділу Братства УПА. За його фінансової допомоги видано десятки патріотичних книг, звернень до молоді, листівок, популярних праць з історії України. Найновіша його праця видана в місті Миргороді Полтавської області у 2006 році тиражем 10000 примірників «Відродимо славу України. Заповіт ветерана Української повстанської армії».
Був організатором і щедрим меценатом фільму «Залізна сотня». Він також створював і фінансував новий фільм «Наша Батьківщина» — про нашу прабатьківщину Київську Русь — Україну. Цей фільм знімає львівська студія «Галичина-фільм».

## Вшанування пам'яті
- Почесний громадянин Бережан (1999)
- У місті Пенріт (Австралія) є вулиця Борця.